# 788 Hohensteina
788 Hohensteina је астероид главног астероидног појаса. Приближан пречник астероида је 103,68 ,
а средња удаљеност астероида од Сунца износи 3,137 астрономских јединица (АЈ).
Инклинација (нагиб) орбите у односу на раван еклиптике је 14,319 степени, а орбитални период износи 2030,320 дана (5,558 година). Ексцентрицитет орбите астероида износи 0,126.
Апсолутна магнитуда астероида износи 8,30 а геометријски албедо 0,078.
Астероид је откривен 28. априла 1914. године.